# Stéfanie Thompson
Pour les articles homonymes, voir Thompson.
Stéfanie Thompson, née en 1985 à Laval, est une artiste peintre québécoise établie à la Baie-James.

## Biographie
C'est en 2012 que Stéfanie Thompson quitte les Laurentides pour s'installer dans la localité de Radisson, à la Baie-James, dans le Nord-du-Québec. C'est donc dans cette nordicité du 53e parallèle qu'elle démarre son entreprise en 2013 et entame une attestation de spécialisation professionnelle en Lancement d'entreprise.
C'est avec un appareil photo à la main que Stéfanie apprivoise ce nouveau territoire duquel elle s’inspire pour ses œuvres futures. Aurores boréales, paysages, luminosité, caribous, bernaches sont quelques-uns des attraits naturels typiques de la Baie-James qui habite ses projets créatifs.
En 2017, Stéfanie Thompson continue la découverte de son territoire en s'installant à Matagami. Ville située à la cime de la route de la Baie-James.
Citoyenne active dans l'organisation d'événements régionaux, elle s'implique avec comme vision le regroupement, le rayonnement et le réseautage des artistes et artisans sur le territoire. Elle fait d'ailleurs partie du comité organisateur de l'événement Nord-du-Québec en Création, dont la première édition a eu lieu en septembre 2019. C'est lors de celle-ci que le tout premier prix Artiste de l'année au Nord-du-Québec du Conseil des arts et des lettres du Québec a été annoncé.

## Techniques, matériaux et thématiques
Au début de sa carrière artistique, elle intègre du bois de grève et des couleurs rouge, orange et jaune pour exprimer l'intensité. Quelques années plus tard, elle nuance sa palette en y ajoutant des tons de terre et même des teintes métalliques lui permettant de jouer avec la perspective de la lumière. Ces matériaux principaux sont l'acrylique, le pinceau, la spatule ou tout autre objet permettant d'ajouter des effets à ces toiles. L'humain, la flore et la faune sont ces sujets principaux, mais elle peint également des infrastructures mythiques du territoire tel les centrales hydroélectriques d'Hydro-Québec.

## Prix et bourses
- Prix de la relève, Symposium de peinture de Prévost, 2012[4].
- Prix du Journal des Citoyens, Symposium de peinture de Prévost, 2012[4].
- Bourse, Programme de partenariat territorial du Nord-du-Québec, secteur Jamésie, du Conseil des arts et des lettres et de l’Administration régionale Baie-James, 2017[5],[6],[7],[8].
- Bourse, Programme de partenariat territorial du Nord-du-Québec, secteur Jamésie, du Conseil des arts et des lettres et de l’Administration régionale Baie-James, 2018[9],[10].
- Lauréat régional, prix Coup de cœur - Entrepreneuriat féminin, Concours Québécois en entrepreneuriat, 2014[11].
- Lauréat régional, prix Création d'entreprise catégorie Services aux individus, Concours québécois en entrepreneuriat[12], 2014[11].

## Participations et expositions
- Participante, Symposium de peinture de Prévost[13] de 2012 à 2016[5],[14],[15].
- Participante, Focus Baie-James[16],[17], épisode 04, série documentaire culturel réalisée par Lloyd Pasqualetti, 2014[18],[19],[20].
- Exposante, Expo-vente[21], segment majeur du festival MTL en Arts[22],[23], du 28 juin au 2 juillet 2017[5].
- Artiste invitée, 28e exposition annuelle Espaces[24],[25], présentée par le Centre d'exposition de Val-d'or, du 5 au 29 septembre 2019. Cette exposition cadre dans le Programme de location d’œuvres d'art[26] de la ville de Val-d'or.
- Participante[27], Symposium de Sainte-Rose[28], à Laval, du 26 au 29 juillet 2018[29],[30].
- Participation, Concours d'art en ligne, Festival des Arts de Mascouche[31], 2020[32].